# 約瑟夫·普立茲
约瑟夫·“乔”·普利策（英語：Joseph "Joe" Pulitzer，/ˈpʊlɪtsər/，1847年4月10日—1911年10月29日），匈牙利裔美國人，父親是猶太人與匈牙利混血，母親為德奧混血。美國報刊的編輯、出版者。美国大众报刊的标志性人物，普利策奖和哥伦比亚大学新闻学院的创办人。

## 生平

### 早年
1847年4月10日，生于匈牙利中产家庭，父亲菲利普·普利策是匈牙利马扎尔犹太族的后裔，母亲是奥地利人，婚前名为路易斯·杰伯。普利策原为兄弟四人，后来两个夭逝，只剩他和弟弟艾伯特两人。1853年他父親退休，便舉家搬到佩斯，並請家教教小孩德文與法文。后来父亲病故，家道中落。他想藉由從軍之路移民美國，但未實際達成, 1858年他抵達美國。
1864年, 他17歲到波士頓，當他知道絕大部分的募兵捐款都進了招募者的口袋後，他從鹿島溜走, 在紐約加入了林肯騎兵隊，获得了$200，一開始是加入謝里登的部隊。雖然他會三種語言，但是他的英文學到很少，因為從軍生活的9個月中，他所加入的是德國移民者所组成的部隊。

### 报人生涯
1867年普利策入美国籍，后获得律师资格。
1868年在圣路易遇到一位有助与他的人——卡尔·舒尔茨（Carl Schurz，一位德裔政治家和记者，曾任美驻西班牙公使、参议员和内政部长，当时任德文报纸《西方郵報》的老板）。被舒尔茨聘为西方郵報（Westiche Post）記者，一年後當選州議員，設立“反貪污法案”。
1872年改入民主党。
1878年，31岁的普利策创办自己的第一份报纸——《圣路易快邮报》（St.Louis Post Dispatch），从而开始了它的办报生涯。在经营此报期间，普利策一方面抨击丑恶现象，一方面倡导社会改革。靠着煽情和对一系列社会问题的针砭时弊，三年后，成为当地发行量最大的报纸。
1882年以34萬6千美元向杰伊·古尔德購得《紐約世界報》，招募名記者内莉·布莱（本名伊丽莎白·科克兰）、Richard F. Outcault等人，讓報業銷售情況改觀，銷數達10萬份。
1883年在普利策《世界报》和其本人的策动下，发起迎接自由女神像筹款运动，为自由女神顺利竣工做出了巨大贡献。《纽约世界报》和普利策为此赢得美国民众的尊敬和爱戴。
1889年在纽约富兰克富街海德公园旁，花六十三万美元买下法国大厦并在其址上新建《世界报》办公大楼。同时视力下降，1890年完全丧失。在新落成的《纽约世界报》大厦举行揭幕典礼的前一天，普利策前往欧洲休养。《世界报》宣布其辞去总编职务。从此告别报刊事业。
1892年早晚兩刊共計34萬7千份，並吸引大量的廣告來源。普立茲最為人知的貢獻是為美國報紙奠定了各項專欄等模式，當時報紙開始啟用漫畫並蔚為風尚，著名漫畫有黃童子（Yellow Kid），是世界第一個彩色漫畫，成為黃色報紙（Yellow Press）的起源。1892年也是普利策第一次向位于纽约的哥伦比亚大学提出捐款创立新闻学院，但被婉拒。
1901年普立茲對競爭已感厭倦，而將世界報中最受人攻擊的黃色部分取消，黃色新聞风潮遂逐漸衰落。被公認是19世紀70—80年代「新新聞事業」的創始人。

### 身后
1911年去世後，遺囑中規定：世界報永遠不得出售。後人遵照他的遺囑，於1912年捐贈250萬美元給哥倫比亞大學，創建美國第二所新聞學院，並從1917年起設立普立茲獎（Pulitzer Prize），每年一度頒贈給美國新聞界和文學界在小說、詩歌、傳記、歷史、戲劇、音樂、新聞採訪報導有卓越貢獻的人。
1931年普利策的儿子赫伯特在经济大萧条时把《世界报》售予斯克里普斯·霍华德。为此，赫伯特还专门聘请律师，经过一番颇费周折的司法程序，修改了普利策的遗嘱。后来《纽约世界报》离开历史舞台，世界大樓也因为修路而被拆除。如今只有《圣路易快邮报》还掌握在普利策家族手中，并且依然是美国最有影响力的大报之一。

## 评价及影响

### 报业
普利策作为一代报人，为新闻事业留下许多遗产。比如一般认为，《纽约世界报》具有三大特征：文章富有趣味、文字简洁生动、版面新颖活泼。普利策的新闻人生，始终都在追寻一种文字简洁生动、意思明晓畅达的报道风格。
正是通过耸人听闻的报道内容、简洁明快的文风及活泼生动的版面设计，配合社会运动，使他的报刊读者日益增多，销量日益扩大。同时，报业的经营管理也日益提升。鼎盛的标志就是1890年落成的《纽约世界报》大厦的落成。

### 新闻教育
普利策对新闻教育事业影响也尤为突出。1892年普利策第一次向位于纽约的哥伦比亚大学提出捐款创立新闻学院，但被婉拒。在当时，人们还未把新闻当成一门学问，而只是当成一种技艺。并且有许多报纸编辑嘲笑普利策的想法。1904年，他在一篇登于《北美评论》的文章中答道：创办新闻学院的目的“是为了培养更好的记者，让他们办出更好的报纸，以更好地服务于公众......我希望开展一项运动，把新闻提高到一个学术性专业的层次。”此后，他又与哈佛校长C.W.埃利奥特探讨此事。“根据他们的讨论，埃利奥特和普利策提出了一套新闻学院的全部课程，即强调社会科学和人文科学方面的课程，辅之以新闻技巧方面的课程。”
后来，在普利策的一再要求下，哥伦比亚大学终于接收了他的捐赠及计划，按他1911年逝世时的遗嘱，给大学的捐赠总额为200万美元，哥伦比亚大学在这个数目上又增加了50万美元。
但普利策本人并未目睹哥伦比亚大学新闻学院成立，在他去世后一年，学院成立，如今成为美国一家历史悠久、声誉良好的新闻学院，在新闻学界和业界享有崇高声望。此外，学院还主持评选一年一度的普利策新闻奖。

### 普利策奖
- 1917年，根據其遺願設立普立茲獎（Pulitzer Prize）。